# Hydrozoen
Die Hydrozoen (Hydrozoa) sind eine etwa 3200 bis 3500 Arten umfassende Klasse der Nesseltiere (Cnidaria). Sie werden in zwei Unterklassen unterteilt. Die in recht vielfältiger Erscheinungsform auftretenden Tiere durchlaufen zumeist ein Polypen- und ein Medusenstadium. Nur wenige Hydrozoen kommen im Süßwasser vor. Sie dienen als wichtiger Bioindikator, das heißt, als Zeigertier geben sie wichtige Hinweise zur Einschätzung des Zustandes der Umwelt und des Ökosystems.

## Entwicklungszyklen
Hydrozoen sind meist getrenntgeschlechtlich, also gibt es männliche und weibliche Polypen. Diese bilden sehr häufig Kolonien, in denen es zu Polymorphismus kommt. Dabei treten Differenzierungen in Fresspolypen, mit nematocystenreichen Tentakeln, und Geschlechtspolypen, ohne Tentakel, auf. Diese sind dann über einen gemeinsamen Gastralraum verbunden. Kolonien können entweder fest verankert oder auch freischwimmend sein (Physalia physalis). Bei manchen Arten ist auch eine sogenannte Theca ausgebildet, eine Schutzröhre, in welche sich die Polypen zurückziehen können. In den Geschlechtspolypen bilden sich durch Knospung kleine Medusen, welche sich abschnüren und frei beweglich davonschwimmen. Diese Medusen setzen aus ihren Gonaden Eizellen und Spermien frei, daraufhin kommt es zu einer Befruchtung. Die entstehende Planulalarve setzt sich dann z. B. wieder auf dem jeweiligen Substrat fest und bildet neue Polypen. Es gibt auch Arten, in denen sich die Medusen nicht vom Geschlechtspolyp abschnüren und dort ihre Gameten abscheiden. Bei diesen Arten kommt abgesehen von der Planula kein freibewegliches Stadium vor.

## Anatomie
Hydrozoen besitzen eine zellfreie Mesogloea, dieses gallertartige Gewebe füllt den Zwischenraum zwischen der Gastrodermis- und der äußeren Epidermisschicht aus.

### Regeneration
Polypen der Hydrozoa (untersucht vor allem am Modellorganismus Hydra) sind bekannt für ihre außerordentlich hohe Regenerationsfähigkeit. In der Mitte durchgeschnittene Polypen können die fehlende Körperhälfte regenerieren, selbst kleine Zellmassen können zu (kleinen) Polypen regenerieren. Der Körper der Tiere regeneriert sich auch ohne Verletzungen fortdauernd (während die Tentakel und die Fußscheibe bei Verletzungen nicht regeneriert werden). Dies geht darauf zurück, dass drei verschiedene Linien von Stammzellen auch im Adulttier im Körpergewebe aktiv und präsent bleiben, dies sind die ektodermalen und endodermalen epithelialen Stammzellen und die sogenannten interstiellen Zellen. Während die ersten beiden Zelltypen die Epithelien regenerieren können, können die interstiellen Zellen alle anderen der etwa 20 Zelltypen von Hydra bei Verlust neu bilden. Interstitielle Zellen sitzen in der zentralen ektodermalen Säle des Körpergewebes, sie teilen sich etwa alle 1,5 Stunden. Die Abkömmlinge wandern in das Zielgewebe ein, wo sie sich differenzieren. Die adulten Zellen haben eine Lebenserwartung von etwa 20 Tagen und enden durch programmierten Zelltod (durch Apoptose), müssen also ständig erneuert werden. Das Gewebe verbleibt also ständig in einem Zustand, der dem embryonalen Zustand der meisten anderen vielzelligen Tiere entspricht. Dementsprechend zeigen viele Hydra-Polypen keine Form der Seneszenz, wenn sie älter werden.

## Systematik

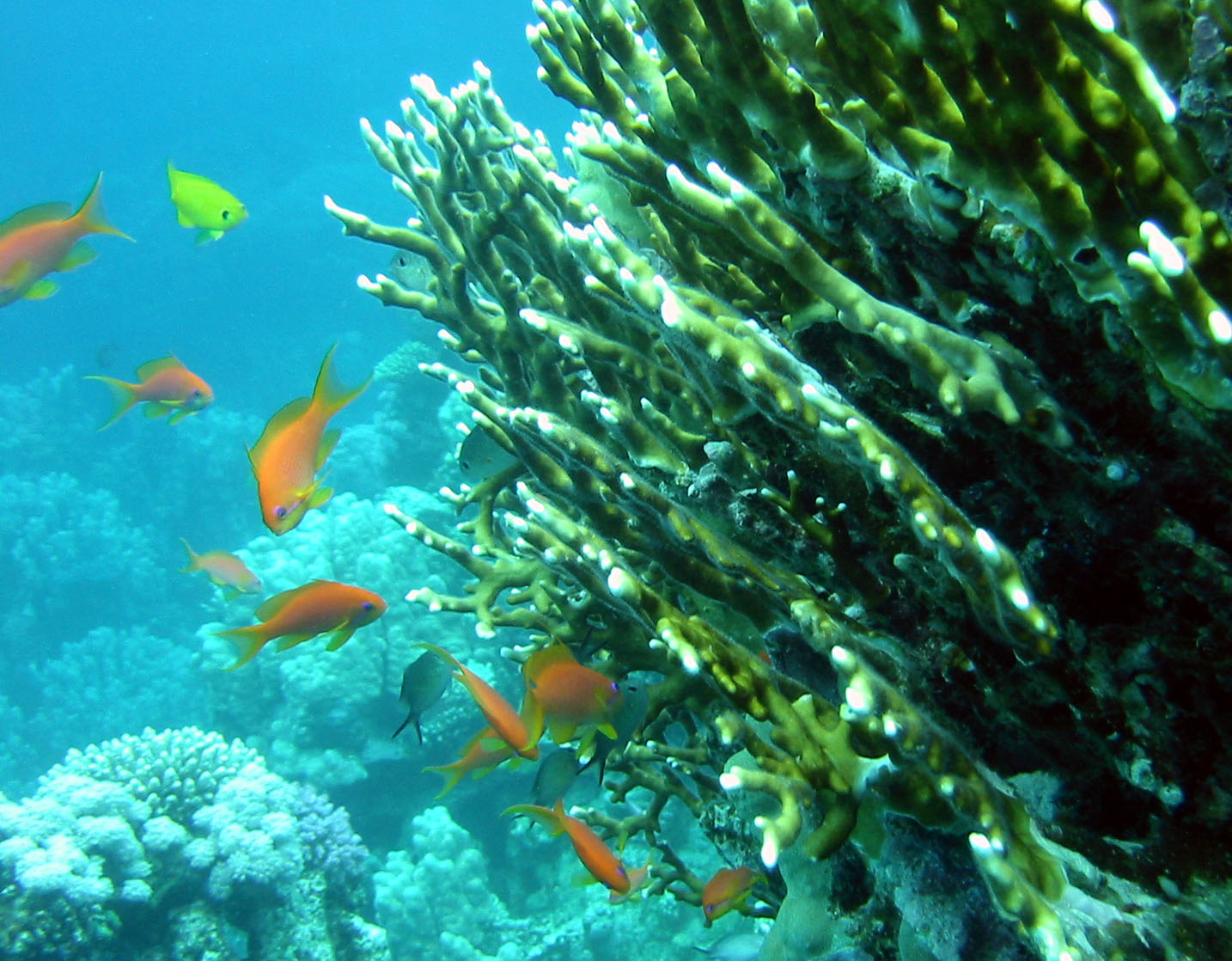
Feuerkorallen
(Millepora sp.)

Die hier angegebene Systematik folgt den Angaben der World Hydrozoa Database.
- Unterklasse Trachylinae Haeckel, 1879
  - Ordnung Actinulidae Swedmark & Teissier, 1959
  - Ordnung Limnomedusae Kramp, 1938
  - Ordnung Narcomedusae Haeckel, 1879
  - Ordnung Trachymedusae Haeckel, 1866
- Unterklasse Hydroidolina Marques in Collins, 2000
  - Ordnung Leptothecata Cornelius, 1992
    - Unterordnung Conica Broch, 1910
    - Unterordnung Proboscidoidea Broch, 1910

  - Ordnung Anthoathecata Cornelius, 1992
    - Unterordnung Filifera Kühn, 1913
    - Unterordnung Capitata Kühn, 1913

  - Ordnung Staatsquallen (Siphonophorae Eschscholtz, 1829)
    - Unterordnung Calycophorae Leuckart, 1854
    - Unterordnung Cystonectae Haeckel, 1888
    - Unterordnung Physonectae Haeckel, 1888

Bouillon & Boero (2000) schlagen aufgrund morphologischer Analysen vor, die Hydrozoen in den Rang einer Superklasse zu erheben. Die Superklasse wird in die drei Klassen Automedusa, Hydroidomedusa und Polypodiozoa unterteilt. Daly et al. (2007) gehen jedoch nicht auf diese alternative Untergliederung der Hydrozoa ein.